# Барнувко (гміна Дембно)
Барнувко (пол. Barnówko, нім. Berneuchen) — село в Польщі, у гміні Дембно Мисліборського повіту Західнопоморського воєводства.
Населення — 294 особи (2011).

## Демографія
Демографічна структура станом на 31 березня 2011 року:
|          | Загалом | Допрацездатний вік | Працездатний вік | Постпрацездатний вік |
| -------- | ------- | ------------------ | ---------------- | -------------------- |
| Чоловіки | 153     | 36                 | 102              | 15                   |
| Жінки    | 141     | 28                 | 85               | 28                   |
| Разом    | 294     | 64                 | 187              | 43                   |